# Renault TRM 10000
TRM 10000 — французька важка вантажівка виробництва Renault Trucks. В першу чергу вона призначена для транспортування військових вантажів, але розроблено і численні варіанти для виконання інших завдань. Перебуває на озброєнні французької армії з 1987 року.

## Історія
Виробництво TRM 10000 почалося в 1985 році. Її було розроблено на основі старішої TRM 9000, яка в основному призначалася для експорту. Нова модель відрізняється подовженою колісною базою, вдосконаленою коробкою передач і більш потужним двигуном.
Спочатку збройні сили Франції планували придбати 5000 одиниць цих вантажівок, але в кінцевому підсумку ними було замовлено лише 1203 машини.
Станом на 31 грудня 2019 року автопарк ЗС Франції налічував 946 одиниць цих вантажівок із середнім віком 27 років, коефіцієнтом готовності 46 % і вартістю технічного обслуговування кожної одиниці 11422 євро на рік.
TRM 10000 випускається в різних варіантах. У вантажному відділенні вона може перевозити до 24 солдатів на лавах. Також розроблена спеціальна версія зі збільшеною кабіною водія для використання як тягача для французької польової гаубиці Canon 155 TRF1.
Після російського вторгнення в Україну у 2022 році наприкінці року почалося постачання вантажівок TRM 10000 до України.

## Технічні характеристики
- Колісна формула: 6×6
- Екіпаж стандартної версії: 2 людини + до 24 пасажирів у вантажному відділенні
- Споряджена маса: 10,29 т
- Максимальна вантажність: 10,0 т
- Габарити:
  - Довжина: 9,24 м
  - Ширина: 2,48 м
  - Висота: 3,11 м
- Двигун: 6-циліндровий дизельний двигун Renault
  - Робочий об'єм: 9,8 л
  - Потужність: дві версії двигуна — 275 к.с. або 323 к.с.
  - Витрата палива: 50 л на 100 км
- Максимальна швидкість по трасі: 89 км/год
- Запас ходу: 1200 км
- Кліренс: 0,63 м
- Глибина подолання броду: 1,2 м

## Галерея

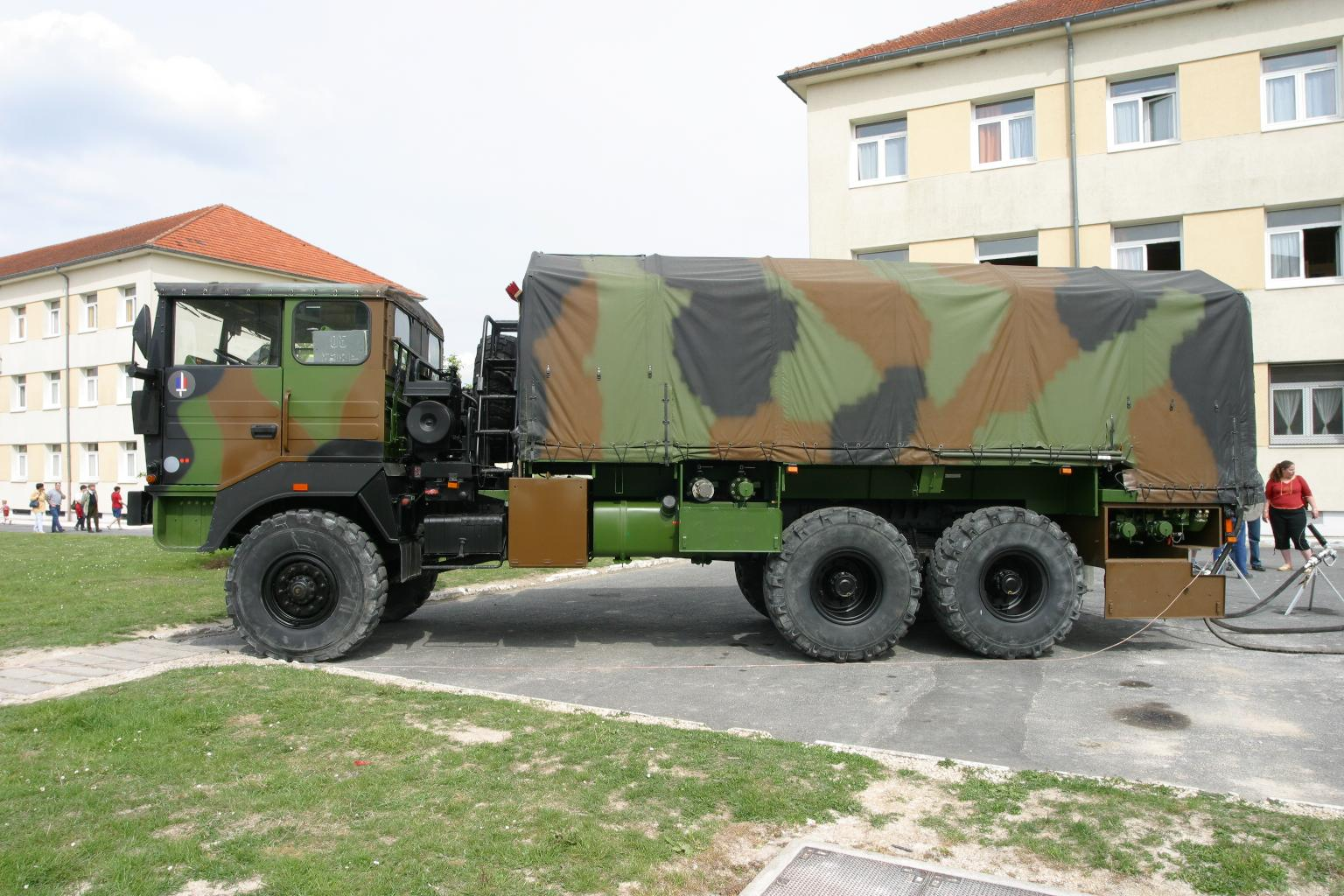
Паливозаправник
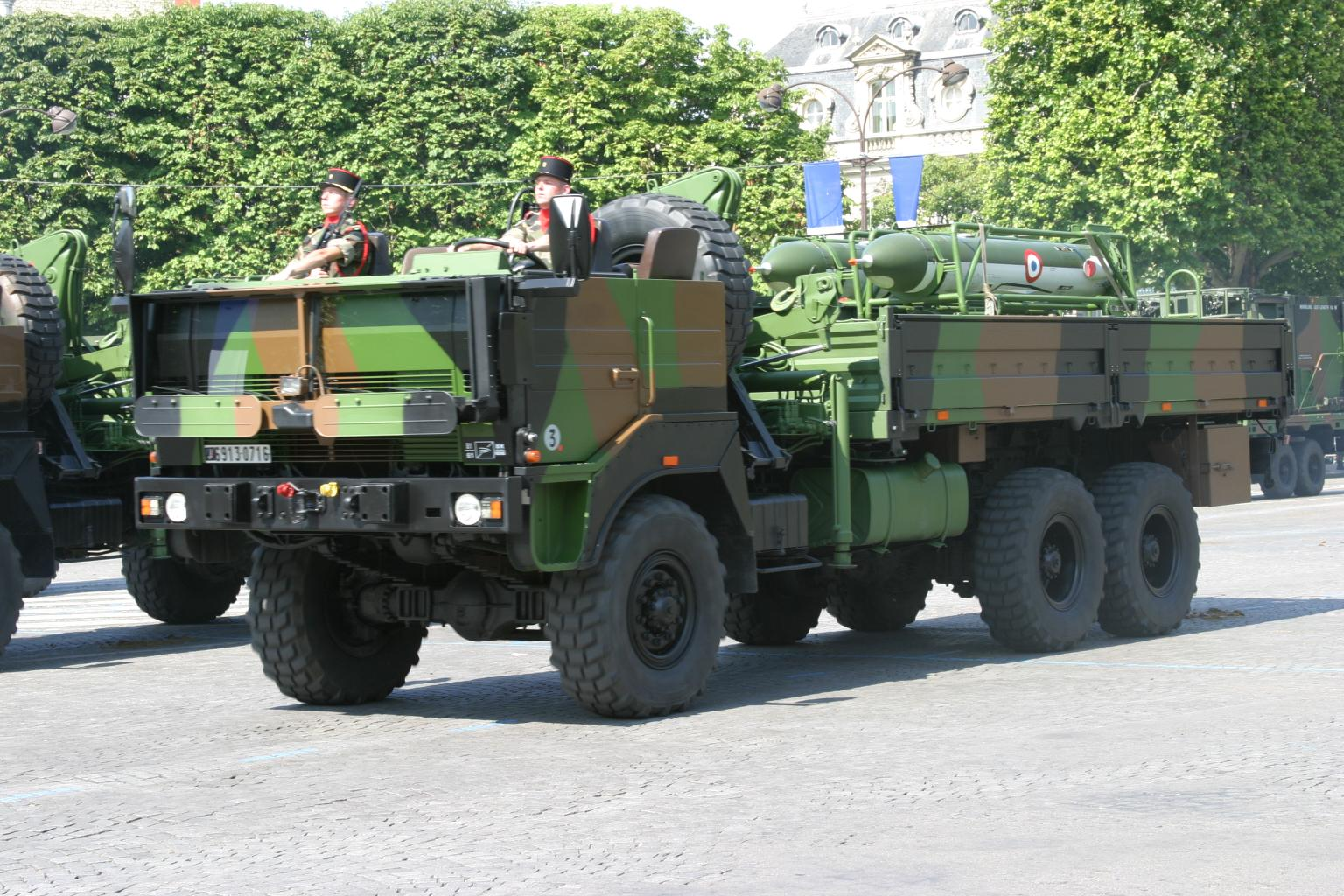
Носій дронів Canadair CL-289[fr]
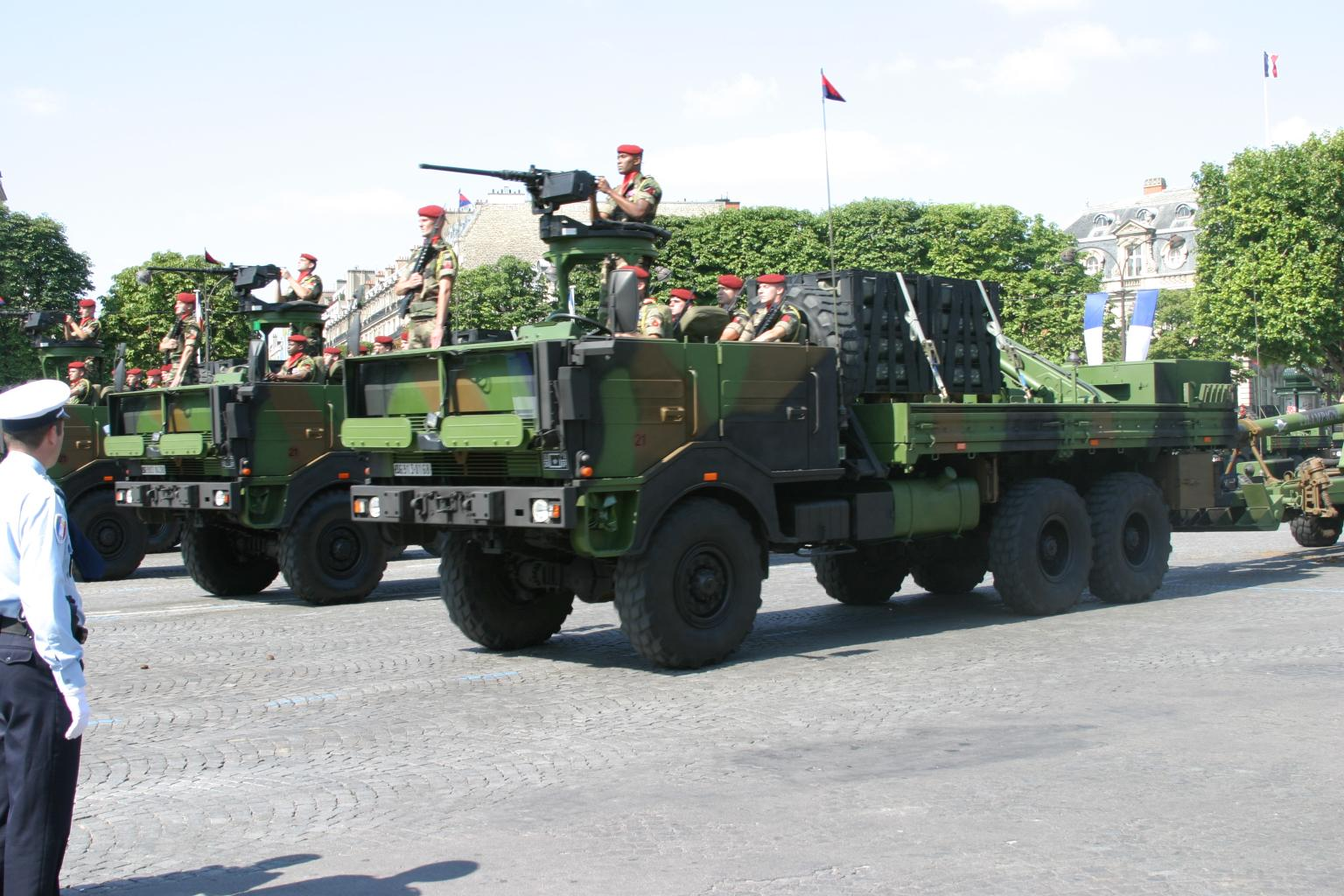
Тягач з гаубицею TRF1
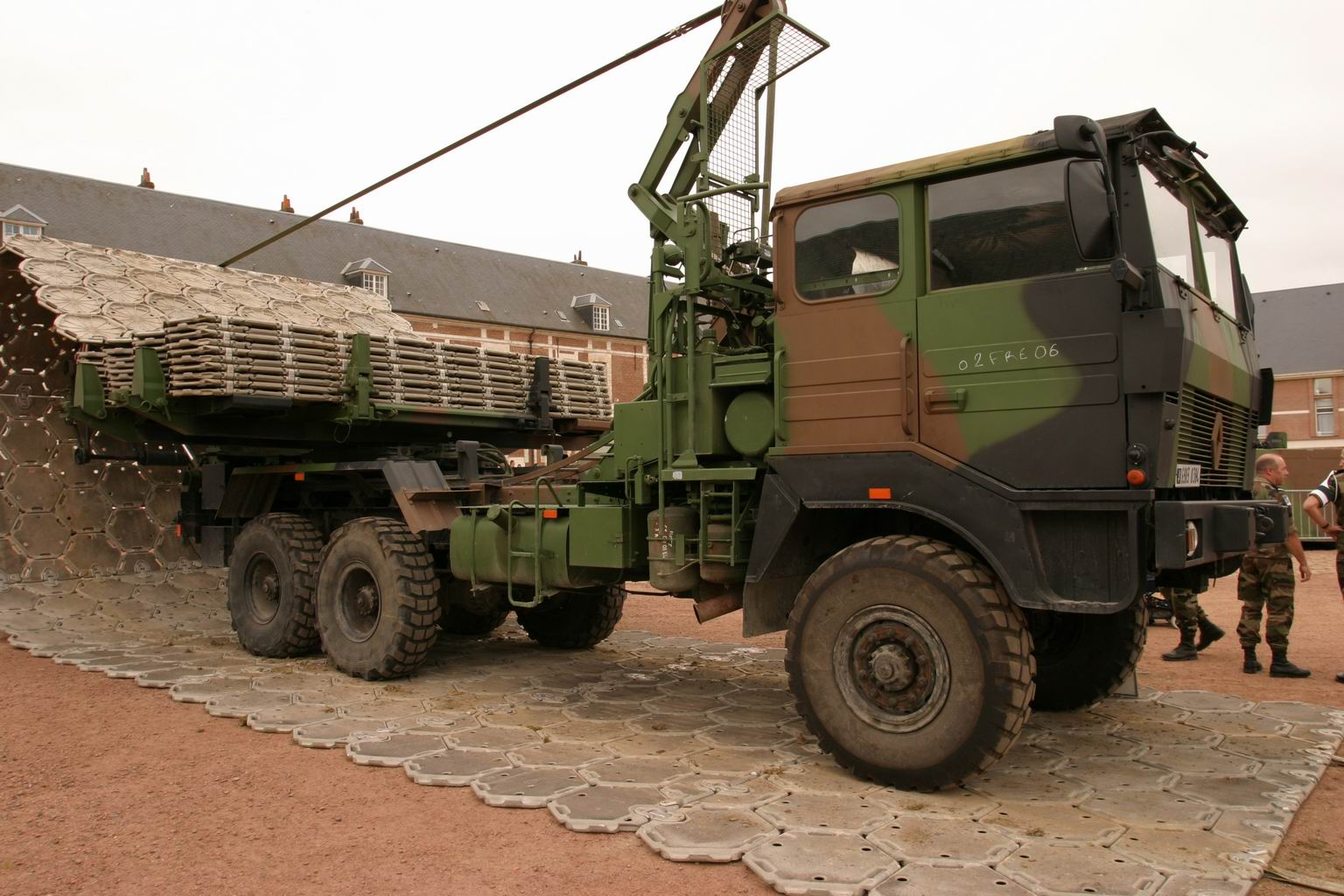
Інженерна машина